# Liga ASOBAL de 1999–2000
A Liga ASOBAL de 1999–2000 foi a décima edição da Liga ASOBAL como primeira divisão do handebol espanhol. Com 14 equipes participantes o campeão foi o FC Barcelona Handbol.